# Karol III Tocco
Karol III Tocco (Carlo III Tocco, ur. 1464, zm. 1518) – tytularny despota Arty i Zante.

## Życiorys
Był synem Leonarda III Tocco, ojciec Leonarda IV Tocco oraz Constantino Tocco; żonaty z Androniką Arianiti Komnen. Przebywał we Włoszech.